# Henkersteg
Most kata (niem. Henkersteg) – średniowieczny most w Norymberdze nad rzeką Pegnitz. Nazwa mostu nawiązuje do domu kata, który stoi na wyspie połączonej tym mostem z obydwoma brzegami rzeki.

## Źródła
- Michael Diefenbacher, Rudolf Endres (Hrsg.): Stadtlexikon Nürnberg. 2., verbesserte Auflage. W. Tümmels Verlag, Nürnberg 2000, ISBN 3-921590-69-8